# Ranton (Staffordshire)
Ranton is een civil parish in het bestuurlijke gebied Stafford, in het Engelse graafschap Staffordshire. In 2001 telde het dorp 385 inwoners. Ranton komt in het Domesday Book (1086) voor als 'Rantone'.